# Oryza rufipogon
Orýza rufipógon (лат.) — водный злак, вид рода Рис (Oryza), широко распространён в тропических регионах.
Дикий предок культурного риса (Oryza sativa), от которого отличается красным зерном и опадающими при созревании зерна колосками.

## Ботаническое описание
Многолетнее водное травянистое растение, рыхлодерновинное или разрастающееся с помощью столонов. Стебли восходящие, в узлах изогнутые и укореняющиеся, высотой до 1,5 м и более.
Влагалища нижних листьев слабо вздутые, у верхних листьев не вздутые, голые, с хорошо заметными голыми или реснитчатыми (волоски до 2 мм длиной) ушками 1—7 мм длиной. Листья до 15—18(40) см длиной и до 2 см шириной, по краям и по средней жилке шероховатые, заострённые, в почкосложении свёрнутые. Язычок до 17 мм длиной.
Соцветие — метёлка, 12—30 см длиной, со временем поникающая, в нижнем узле с 1—5 веточками. Ось и веточки часто волнисто-изогнутые. Колоски 8—11 мм длиной, продолговатые, жёлто-зелёные, на верхушке красноватые, опадающие целиком. Нижняя цветковая чешуя бесплодного цветка ланцетная, около 2,5 мм длиной, заострённая. Нижняя цветковая чешуя плодущего цветка тонкосетчатая, с рассеянным коротким опушением, с жёсткореснитчатым килем, заострённая. Ость длиной 5—40 мм или более, тонко шероховатая, жёсткая. Пыльники 4—6 мм длиной.
Зерновка 5—7 мм длиной, красно-коричневая.

## Распространение
Первоначальный ареал вида не установлен, предположительно, он происходит из Азии. В настоящее время Oryza rufipogon широко распространился в тропических регионах мира, однако в Африке встречается лишь редко.

## Значение
Oryza rufipogon — дикий предок культурного риса (Oryza sativa). Часто засоряет посевы риса, наибольшие потери урожая риса вызывает в Бразилии и на юге США, в меньшей степени — в Юго-Восточной Азии. В вегетативном состоянии неотличим от культурного риса, вследствие чего удаление сорного риса возможно только после начала цветения.
Используется для выведения сортов риса, устойчивых к стеблевой гнили Magnaporthe salvinii, к палочковидному вирусу риса тунгро Tungrovirus.

## Таксономия и систематика

### Синонимы
- Oryza aquatica Roshev., 1937, nom. nud.
- Oryza cubensis Ekman ex K.Gotoh & Okura, 1933, nom. nud.
- Oryza fatua J.Koenig ex Trin., 1840, nom. nud.
- Oryza fatua var. longearistata Ridl., 1925, nom. inval.
- Oryza glumipatula Steud., 1853
- Oryza jeyporensis Govindasw. & K.H.Krishnam., 1958, nom. nud.
- Oryza meridionalis N.Q.Ng, 1981
- Oryza nivara S.D.Sharma & Shastry, 1965
- Oryza perennis var. glumipatula (Steud.) A.Chev., 1932
- Oryza perennis var. paraguayensis A.Chev., 1932
- Oryza sativa subsp. fatua (Prain) De Wet, 1981, nom. inval.
- Oryza sativa subsp. rufipogon (Griff.) De Wet, 1981
- Oryza sativa var. abuensis Watt, 1891
- Oryza sativa var. bengalensis Watt, 1891
- Oryza sativa var. coarctata Watt, 1891
- Oryza sativa var. fatua Prain, 1903, nom. nud.
- Oryza sativa var. paraguayensis Körn., 1885
- Oryza sativa var. rufipogon (Griff.) Watt, 1891
- Oryza sativa var. sundensis Körn., 1885